# Campeonato Mundial de Gimnasia en Trampolín de 2018
El XXXIII Campeonato Mundial de Gimnasia en Trampolín se celebró en San Petersburgo (Rusia) entre el 7 y el 10 de noviembre de 2018 bajo la organización de la Federación Internacional de Gimnasia (FIG) y la Federación Rusa de Gimnasia.
Las competiciones se realizaron en el Complejo Deportivo y de Conciertos de la ciudad rusa. 

## Medallero
| Núm. | País           | Oro | Plata | Bronce | Total |
| ---- | -------------- | --- | ----- | ------ | ----- |
| 1    | China          | 3   | 2     | 1      | 6     |
| 2    | Rusia          | 2   | 0     | 3      | 5     |
| 3    | Canadá         | 1   | 1     | 1      | 3     |
| 4    | Bielorrusia    | 1   | 0     | 0      | 1     |
| 4    | Japón          | 1   | 0     | 0      | 1     |
| 4    | Suecia         | 1   | 0     | 0      | 1     |
| 7    | Reino Unido    | 0   | 2     | 0      | 2     |
| 8    | Estados Unidos | 0   | 1     | 1      | 2     |
| 9    | España         | 0   | 1     | 0      | 1     |
| 9    | Francia        | 0   | 1     | 0      | 1     |
| 9    | Portugal       | 0   | 1     | 0      | 1     |
| 12   | Argentina      | 0   | 0     | 1      | 1     |
| 12   | Australia      | 0   | 0     | 1      | 1     |
| 12   | México         | 0   | 0     | 1      | 1     |
|      | TOTAL          | 9   | 9     | 9      | 27    |